# Tế bào HCT116

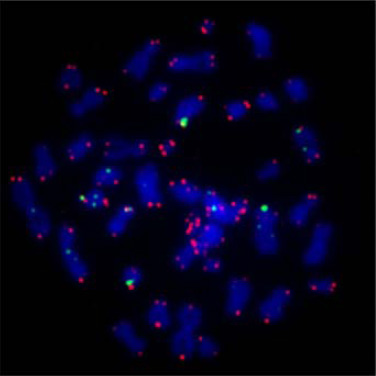
Mẫu nhuộm tế bào HCT116. Trong mẫu nhuộm, γ ‐ H2AX (xanh lục) và DNA telomere (đỏ)

HCT116 là dòng tế bào ung thư đại trực tràng ở người được sử dụng trong nghiên cứu điều trị và sàng lọc thuốc.

## Đặc tính
Dòng tế bào HCT116 có đột biến ở codon 13 của gen sinh ung thư KRAS, và là mục tiêu chuyển nhiễm (transfection) thích hợp cho nghiên cứu liệu pháp gen. Các tế bào có hình thái biểu mô, có khả năng di căn trong các mô hình ghép dị loài. Khi được tải nạp với vector virus mang gen p53, các tế bào HCT116 vẫn bị bắt giữ trong pha G1 . Mixen đồng trùng hợp 5-Fu/P85 ức chế sự gia tăng của dòng HCT116. Người ta nhận thấy rằng việc loại bỏ MARCH2 hạn chế sự phát triển của tế bào HCT116 thông qua tương tác trên lưới nội chất .

## Sử dụng trong nghiên cứu
Tế bào HCT116 được sử dụng trong nhiều nghiên cứu y sinh liên quan đến sự tăng sinh ung thư ruột kết và các chất ức chế tương ứng. Dòng tế bào đã được sử dụng trong các nghiên cứu về khả năng sinh khối u, cùng với các nghiên cứu khác đã chỉ ra rằng Cyclin D1 có tầm quan trọng lớn đối với hoạt động của hydroxyamide acid lithocholic. Tế bào HCT116 có thể hoạt động trong ghép dị loài. Với nghiên cứu in vitro (trong ống nghiệm), Docetaxel, 5-FU và flavopiridol hạn chế sự phát triển của khối u.
Dòng tế bào HCT116 có hai biến thể được phát hiện; một biến thể có gen Insp8 biểu hiện mạnh và một biến thể có gen không biểu hiện. Gen Insp8 là một phần của quá trình chuyển hóa năng lượng của tế bào, kết quả là ảnh hưởng đến kiểu hình của tế bào.